# Owen Barfield
Owen Barfield (ur. 9 listopada 1898 w Londynie, zm. 14 grudnia 1997 w Forest Row, w hrabstwie Sussex) – brytyjski filozof, pisarz, poeta, krytyk.

## Życiorys
Edukację odebrał w Highgate School oraz w Wadham College w Oxfordzie, a w 1920 roku ukończył pierwszy stopień z filologii angielskiej. Po otrzymaniu B. Litt. (Bachelor of Literature – już nie przyznawanego) za opublikowaną później pracę Poetic Diction zaczął pracować jako radca prawny. Pracując poza uniwersytetem Barfield opublikował liczne eseje, książki i artykuły filozoficzne. Główną ideą jego pism jest, jak to określał, ewolucja świadomości. Dziś znany jest przede wszystkim jako przyjaciel C.S. Lewisa oraz autor Saving the Appearances: A Study in Idolatry.
Owen Barfield poznał C.S. Lewisa w 1919 roku. W 1923 roku poślubił scenografkę Maud Douie. Zaadoptowali troje dzieci: Alexandra, Lucy i Geoffreya; w 1949 roku Lewis napisał Lwa, czarownicę i starą szafę dla Lucy Barfield, a w 1952 roku dla jej brata Geoffreya zadedykował Podróż „Wędrowca do Świtu”. 

## Inklingowie
Barfield był znany jako „pierwszy i ostatni z Inklingów”. Był jednym z pierwszych członków tej grupy. Miał silny wpływ na C.S. Lewisa, a dzięki książce Poetic Diction również wyraźnie oddziałał na J.R.R. Tolkiena. Lewis stał się bliskim przyjacielem Barfielda w 1919 roku, którego nazywał najlepszym i najmądrzejszym z moich nieoficjalnych nauczycieli. Barfield nie traktował filozofii jedynie intelektualnie, czego dowodem jest dobrze znana wymiana zdań pomiędzy nim a Lewisem. Któregoś dnia, Lewis naraził się nazywając filozofię „przedmiotem”. To nie był przedmiot dla Platona, odpowiedział Barfield, To była droga. W Zaskoczonym radością Lewis nazywa Barfielda swoim „drugim przyjacielem”:

Natomiast drugi przyjaciel jest tym, który nie zgadza się z Tobą w niczym. Nie tyle jest on twoim alter ego, co anty-tożsamością. Oczywiście, macie wspólne zainteresowania - w przeciwnym razie przecież wcale nie zostalibyście przyjaciółmi. Ale on ma wobec nich zupełnie inne podejście. Przeczytał wszystkie właściwe książki, ale ze wszystkich wyciągnął niewłaściwe wnioski. To tak, jakby mówił tym samym językiem co ty, ale kaleczył wymowę. Jak to możliwe, że można mieć tak dobre racje, a jednak wciąż nie mieć racji?

## Antropozofia
Barfield był entuzjastą antropozofii. W latach dwudziestych rozpoczął trwające całe życie studia dzieł i filozofii Rudolfa Steinera. Wiele z jego wczesnych esejów zostało opublikowanych w wydawnictwach antropozoficznych. Studium podstawowych tekstów Steinera rzuca światło na twórczość Bafielda.

## Oddziaływanie i opinie
Barfielda można scharakteryzować zarówno jako pisarza chrześcijańskiego, jak i antyredukcjonistycznego. Od 2007 roku wydawane są ponownie wszystkie jego prace, m.in.: Unancestral Voice; History, Guilt, and Habit; Romanticism Comes of Age; The Rediscovery of Meaning; Speaker's Meaning; oraz Worlds Apart. History in English Words jest próbą opowiedzenia na nowo historii zachodniej cywilizacji poprzez zbadanie zmian, jakie zaszły w znaczeniach niektórych słów. Saving the Appearances: A Study in Idolatry znajduje się na liście 100 najlepszych książek dwudziestego wieku o treści duchowej sporządzonej przez Philipa Zaleski’ego, a także na podobnej liście sporządzonej przez wydawnictwo HarperSanFrancisco
Barfield wywarł również wpływ na T.S. Eliota, który w ten sposób odniósł się do książki Barfielda Worlds Apart: podróż po morzu myśli z dala od oczywistych szlaków intelektualnego żeglowania. Jest to fikcyjny dialog pomiędzy fizykiem, biologiem, psychiatrą, prawnikiem o zainteresowaniach filologicznych, analitykiem języka, teologiem, emerytowanym nauczycielem szkoły Waldorfskiej oraz młodym mężczyzną zatrudnionym w centrum badawczym lotów kosmicznych. W ciągu trzech dni postacie te prowadzą ze sobą dyskusję nt. „pierwszych zasad”.
Verlyn Flieger w książce pod tytułem Splintered Light: Logos and Language in Tolkien’s World poddaje analizie wpływ książki Barfielda Poetic Diction na twórczość J.R.R. Tolkiena.
Nowsze opracowania dzieł Barfield’a znajdziemy w Stephena Talbotta The Future Does Not Compute: Transcending the Machines in Our Midst, Neila Everndena The Social Creation of Nature, Daniela Smithermana Philosophy and the Evolution of Consciousness, Morris Bermana The Reenchantment of the World, and Gary Lachmana A Secret History of Consciousness. Wywiad jaki przeprowadził Lachman z Barfieldem był prawdopodobnie ostatnim jakiego udzielił. Jego zapis znajdziemy w pismie Gnosis. i Lapis
W przedmowie do Poetic Diction, Howard Nemerov, uznany poeta amerykański, zawarł opinię na jej temat: Pośród znanych mi poetów i nauczycieli, którzy czytali Poetic Diction, książkę tę ceni się nie tylko jako tajemną, ale prawie jako rzecz świętą.
Laureat Literackiej Nagrody Nobla, Saul Bellow, napisał: Mamy pod dostatkiem interesujących pisarzy; Owen Barfield jednakże, nie chce być tylko interesującym. Jego ambicją jest uczynić nas wolnym. Wolnym od czego? Od więzienia, które sobie stworzyliśmy przez nasze sposoby myślenia, nasze ograniczone i błędne nawyki myślowe, nasz ‘zdrowy rozsądek’.
Barfield został również sportretowany w filmie dokumentalnym zatytułowanym Owen Barfiel: Man and Meaning z 1994 roku. G.B. Tennyson i David Lavery współpracowali przy scenariuszu i produkcji filmu, a za montaż i reżyserię odpowiedzialny był Ben Levin.

### Saving the Appearances: A Study in Idolatry
Saving the Appearances jest eksploracją około trzech tysięcy lat historii, w szczególności historii ludzkiej świadomości. Barfield stawia tezę, że ewolucja przyrody jest nierozłącznie związana z ewolucją świadomości. Materia współoddziałuje z umysłem i nie mogłaby istnieć bez niego. Idea, że materia jest zupełnie pozbawiona wszystkiego, co mogłoby ją czynić pokrewną umysłowi (np. że materia mogłaby w ogóle istnieć nie będąc postrzegana) jest tutaj odrzucona jako sprzeczna zarówno ze współczesną fizyką jak i filozofią. Do podobnych wniosków doszli również inni badacze: książka wywarła wpływ na fizyka Stephena Edelglassa (autora The Marriage of Sense and Thought) i chrześcijańskiego filozofa-egzystencjalistę Gabriela Marcela, który starał się o francuskie tłumaczenie książki.
Barfield był zdanie, że wskazywany przez fizyków świat cząstek elementarnych jest kompletnie różny od dobrze nam znanego, „zdroworozsądkowego”, codziennego świata przedmiotów i ich właściwości przez nas postrzeganych i przeżywanych.

W naszym krytycznym myśleniu jako fizycy czy filozofowie, wyobrażamy sobie nas samych jako stojących naprzeciw świata obiektywnego złożonego z cząstek, z którym nie łączy nas żadna relacja partycypacji. W przeciwieństwie do tego, mówimy że świat fenomenalny, taki jakim go doświadczamy jest wypaczony przez naszą subiektywność. Z drugiej strony, w naszym codziennym, bezkrytycznym myśleniu bierzemy jako oczywistą, obiektywną, twardą rzeczywistość dobrze znanego nam świata, zakładamy istnienie obiektywnych praw rządzących jej właściwościami takimi, jak kolor, dźwięk, twardość - nawet piszemy przyrodoznawcze rozprawy dot. historii jej fenomenów - a wszystko to przy pełnej ignorancji ludzkiej świadomości, która określa te fenomeny od wewnątrz w nieustannie ewoluujący sposób.

### Poetic Diction
Barfield rozpoczyna Poetic Diction od wymienienia przykładów „odczuwanych zmian” zachodzących w trakcie czytania poezji i rozważa jak zmiany te mają się do ogólnych zasad kompozycji poetyckiej. Jednak właściwy problem jaki podejmuje Barfield jest jeszcze bardziej podstawowy, jest nim „zbadanie znaczenia” jako takiego. Posługując się przykładami z poezji, Barfield stara się pokazać jak wyobraźnia współdziała ze słowami i metaforami wytwarzając znaczenie. Ukazuje, jak wyobraźnia poety tworzy nowe znaczenie, oraz jak ten sam proces był i jest wciąż aktywny na przestrzeni ludzkiego doświadczenia w tworzeniu i nieustannym poszerzaniu języka. Dla Barfielda to znacznie więcej niż krytyka literacka: jest to dowód na ewolucję ludzkiej świadomości. I to, zdaniem jego czytelników, jest jego największym osiągnięciem: niezrównana prezentacja „nie tylko teorii dykcji poetyckiej, co samej poezji, i nie tylko teorii poezji, co teorii wiedzy”. Teoria ta jest bezpośrednim wynikiem dokładnych badań nad ewolucją słów i ich znaczeń, począwszy od relacji pomiędzy najbardziej prymitywną zdolnością tworzenia mitów przez ludzki umysł a tworzeniem słów. Barfield posługuje się licznymi przykładami, by pokazać, że słowa pierwotnie posiadały jednolite, „konkretne i niepodzielne” znaczenie, z którego wydzieliliśmy kilka odrębnych pojęć. Dla przykładu, grecki termin pneuma (który można tłumaczyć jako „oddech”, „duch”, lub „wiatr”) zawiera, twierdzi Barfield, pierwotną jedność wszystkich tych pojęć: powietrza, ducha, wiatru i oddechu – wszystkie zawierają się w jednej „holofrazie” (ang. holophrase). Nie jest to dla Barfielda zastosowanie analogii do fenomenów przyrodniczych, ale rozpoznanie jej pierwotności względem nich. Jest to proces właściwy ewolucji świadomości, która „walczyła o swe istnienie”, mówiąc słowami Barfielda, w filozofii Platona, i która w formie bardziej wzmocnionej i subtelnej dzięki rozwinięciu się zdolności racjonalnego myślenia musi zostać ponownie odkryta po to, by świadomość mogła dalej ewoluować.

## Publikacje
- Poetic Diction: A Study In Meaning (Faber & Gwyer 1928)
- Law, Association and the Trade Union Movement, Pamphlet No 2 of the Threefold Commonwealth Research Group, set up in 1933
- Romanticism Comes of Age (1944) essays
- This Ever Diverse Pair (1950) as G. A. L. Burgeon
- Worlds Apart: A Dialogue of the 1960s (1963)
- Saving the Appearances: a Study in Idolatry (1965)
- Unancestral Voice (1965)
- The Silver Trumpet (Wm. B. Eerdmans Publishing Co. 1968)
- Speaker's Meaning (1971) c.1967
- History, Guilt, and Habit (Wesleyan University Press, 1981)
- What Coleridge Thought (1971)
- The Voice of Cecil Harwood (1979)
- The English Spirit: A New Approach through the World Conception of Rudolf Steiner (1962) with D. E. Faulkner Jones
- History in English Words (1985) with a foreword by W.H. Auden
- Owen Barfield on C.S. Lewis (1989) edited by G.B. Tennyson
- Das Kind und der Riese – Eine orphische Erzählung (Stuttgart 1990)
- Evolution – Der Weg des Bewusstseins. Zur Geschichte des europäischen Denkens (Aachen 1991)
- A Barfield Sampler (1993) edited by Jeanne Clayton Hunter and Thomas Kranidas
- A Barfield Reader (1999) edited and with an introduction by G.B. Tennyson